# Windeward Bound
Le Windeward Bound  est un brigantin australien  basé à Hobart en Tasmanie. 
Il appartient à l'association Windeward Bound Trust, qui l'emploie comme navire-école pour la formation des jeunes. Il est commandé par la capitaine Sarah Parry.

## Histoire
L'idée du projet de sa construction date de 1965, quand un jeune marin de la Royal Australian Navy a vu l'arrivée au port de Sydney d'un ancien navire de commerce de la mer Baltique, le New Endeavour en provenance  du Royaume-Uni. 
En 1983, il fait la découverte du plan d'un ancien schooner de Boston de 1848.
Après encore un an de recherche il trouve aussi un plan en taille réelle au Smithsonian Institute de Washington. Les Américains acceptant l'emploi de ce plan, le projet pouvait enfin se réaliser.
Avec l'aide d'un architecte naval, de l'autorisation des autorités de spécifications et d'une équipe de bénévoles à Hobart les travaux peuvent enfin commencer dès 1990. La présence sur les lieux d'anciens navires en bois en attente de démolition et d'une entreprise de recyclage permettront cette entreprise. Comme le Eye of the Wind qui bénéficia, lors de sa construction du recyclage d'anciens navires, le Windeward Bound récupérera beaucoup de matériaux du démantèlement du New Endeavour en 1987, voilier qui est à la source de ce projet.
En 1993, les bénévoles créent une association, la Windeward Bound Trust pour la réinsertion de jeunes défavorisés qui travaillent sur le chantier en cours de réalisation et qui pourront participer, à terme, aux croisières de formation.
En 1996, le Windeward Bound est enfin lancé. En tant que navire-école il commence le développement de la formation de la marine à la voile en réalisant de nombreuses croisières, autour de l'Australie et la Tasmanie. L'association est soutenue par le Rotary International et les autorités de la Nouvelle-Galles du Sud.
Il possède 4 cabines (3 personnes) lui permettant de transporter 12 passagers lors des croisières. Il transporte jusqu'à 65 passagers pour des sorties à la journée.
En 2002-2003 le navire et son équipage ont entrepris la circumnavigation de l'Australie pour célébrer le 200e anniversaire de la première circumnavigation, la cartographie et la désignation du continent australien par Matthew Flinders. Au cours de ce voyage l'équipage dans les ports australiens et auprès des communautés côtières a pu diffuser le message de la protection et la gestion écologique les espaces côtiers et marins.
Il participe à la Sydney-Auckland Tall Ships Regatta 2013.